# Annonciation avec les saints Jean-Baptiste et André
Pour les articles homonymes, voir Annonciation et L'Annonciation dans les arts.
L'Annonciation avec les saints Jean-Baptiste et André est une peinture à l'huile sur panneau de 114 × 122 cm réalisée vers 1485 par Filippino Lippi. Elle est conservée au Musée de Capodimonte à Naples.

## Histoire
Provenant du dépôt installé par les troupes républicaines françaises à Rome dans l'église Saint-Louis des Français, le tableau arrive à la Galerie Francavilla de Naples en 1801. L'œuvre fut initialement attribuée à Domenico Ghirlandaio, mais fut rapidement reconnue comme une œuvre de jeunesse de Filippino Lippi, vers 1485.

## Description et style
La scène de l'Annonciation se déroule dans le jardin devant la maison de Marie, dont on voit le portique et la clôture en arrière-plan. Au premier plan, proches et serrés contre le spectateur, se trouvent les figures de l'ange Gabriel agenouillé, offrant le typique lys blanc, et de Marie agenouillée, pliant un bras et inclinant la tête en signe d'humble acceptation. Aux côtés de ces figures se trouvent les personnages de saint Jean-Baptiste et de saint André, debout et absorbés, assistant simplement à l'événement.
L'œuvre montre de multiples influences, à la fois du père de l'artiste, Fra Filippo Lippi (notamment dans l'exécution de l'Annonciation, thème récurrent dans la production de son père), et de Filippo Botticelli, le collègue légèrement plus âgé dans l'ombre duquel Filippino a fait ses premiers pas sur la scène artistique.
Dans le fond, on peut voir une rare vue de Florence, qui lie l'œuvre à un mécène local, bien que pas nécessairement destiné à la ville, comme le confirme également la présence de Baptiste, saint patron de la ville. On reconnaît la cathédrale Santa Maria del Fiore et le Campanile de Giotto, le Bargello et la Badia.
Le rendu minutieux des éléments végétaux, comme dans la prairie fleurie, est une constante de l'art florentin de la fin du XVe siècle, lié à un intérêt jamais démenti pour le naturalisme (remontant à la période gothique internationale), ravivé ces dernières années par la comparaison avec de nouvelles œuvres des Primitifs flamands et des études de Léonard de Vinci.